# Ilva Vaccari
Ilva Vaccari (Modena, 11 dicembre 1912 – Modena, 24 novembre 2008) è stata un'archivista, scrittrice, ex partigiana e militante politica italiana.

## Biografia
Nata in una famiglia di tradizioni socialiste riformiste, figlia di un artigiano pasticciere di Modena, dopo l'8 settembre 1943 entra nella resistenza con mansioni di staffetta.
Nell'aprile 1944 si iscrive al Partito Socialista Italiano di Unità Proletaria da poco costituito clandestinamente e, nel luglio dello stesso anno, entra nella Resistenza con mansioni di staffetta partigiana. Per questa attività  viene arrestata, insieme alla sorella Maria, dall’Ufficio Politico Investigativo e viene portata nel carcere allestito dai fascisti all’ultimo piano dell’Accademia Militare di Modena, da dove però il  fratello Benito riesce a liberare entrambe con uno stratagemma.
Dopo la Liberazione si dedica alla politica e nelle elezioni amministrative del 1946 di Modena viene eletta consigliere comunale nelle liste del Partito socialista. Nel 1947, dopo la scissione di Palazzo Barberini, aderisce al  partito socialdemocratico di Giuseppe Saragat e fonda a Modena l’asilo infantile Giacomo Matteotti.
Negli anni cinquanta si dedica alla storiografia del periodo della Resistenza e scrive saggi politico-sociali.  Sul finire degli anni cinquanta inizia la sua collaborazione con l’«Istituto  per la storia della Resistenza e della società contemporanea della provincia di Modena» del quale entra a far parte del Consiglio Direttivo e del cui Archivio Storico assume la responsabilità fino alla metà degli anni '90. Questa attività archivistica la stimola a scrivere saggi anche su taluni aspetti meno frequentati della storia della resistenza e della società contemporanea dell’Emilia-Romagna. Il 28 febbraio 2001 le viene conferita l’onorificenza di Commendatore della Repubblica italiana per meriti letterari.

Il 24 novembre 2008 si spegne novantacinquenne nell’ospedale di Modena-Baggiovara dove era da qualche tempo ricoverata.

## Opere
- Ilva Vaccari, Villa Emma, un episodio agli albori della resistenza modenese nel quadro delle persecuzioni razziali, Modena, Istituto storico della Resistenza, 1960.
- Ilva Vaccari, Eroi senza armi - L'opera di aiuto ai militari alleati nella prima fase della Resistenza modenese, Modena, Istituto storico della Resistenza, 1965.
- Ilva Vaccari, Da Fossoli a Mauthausen - Memorie di un sacerdote nei campi di concentramento nazisti, Modena, Istituto storico della Resistenza, 1966.
- Ilva Vaccari, Un diplomatico fedele all'Italia - Attilio Perrone Capano, Modena, Istituto storico della Resistenza, 1967.
- Ilva Vaccari, Il tempo di decidere - documenti e testimonianze sui rapporti tra il clero e la Resistenza, prefazione di Arrigo Levi, Modena, Istituto storico della Resistenza, 1968.
- Ilva Vaccari, La donna nel ventennio fascista 1919/1943, con alcune note introduttive di Anna Ansaloni, Milano, Vangelista Editore, 1978.
- Ilva Vaccari, Le donne della resistenza antifascista e  la questione femminile in Emilia Romagna 1943/45, Milano, Vangelista Editore, 1978.
- Ilva Vaccari, I caduti modenesi nel periodo della Resistenza  entro e fuori i confini della provincia -  Forestieri e stranieri caduti in territorio modenese, Santa Sofia di Romagna, Stabilimento tipografico dei Comuni, 1999.